# Scirpus atrovirens
Scirpus atrovirens là loài thực vật có hoa trong họ Cói. Loài này được Willd. miêu tả khoa học đầu tiên năm 1809.

## Hình ảnh

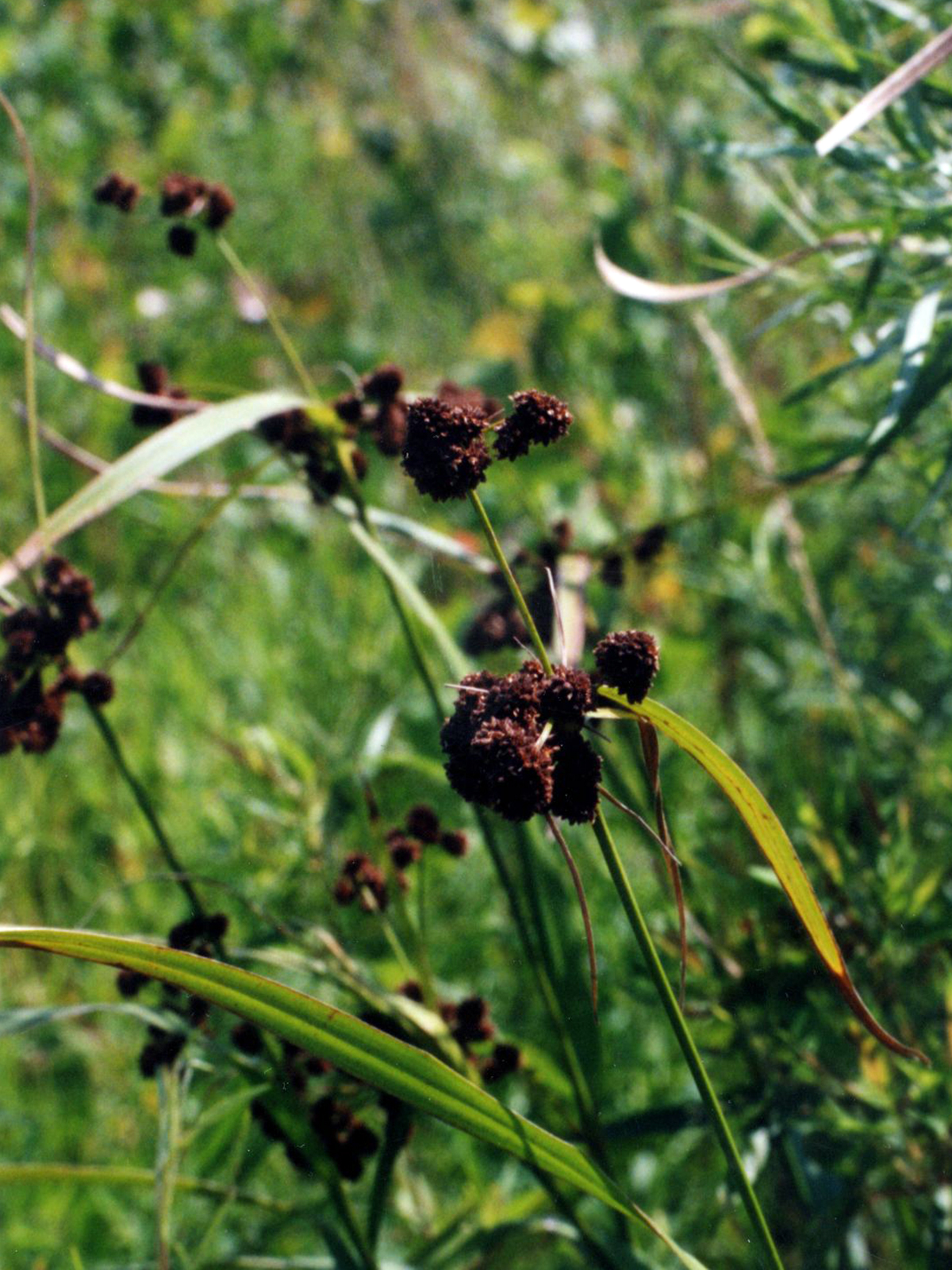
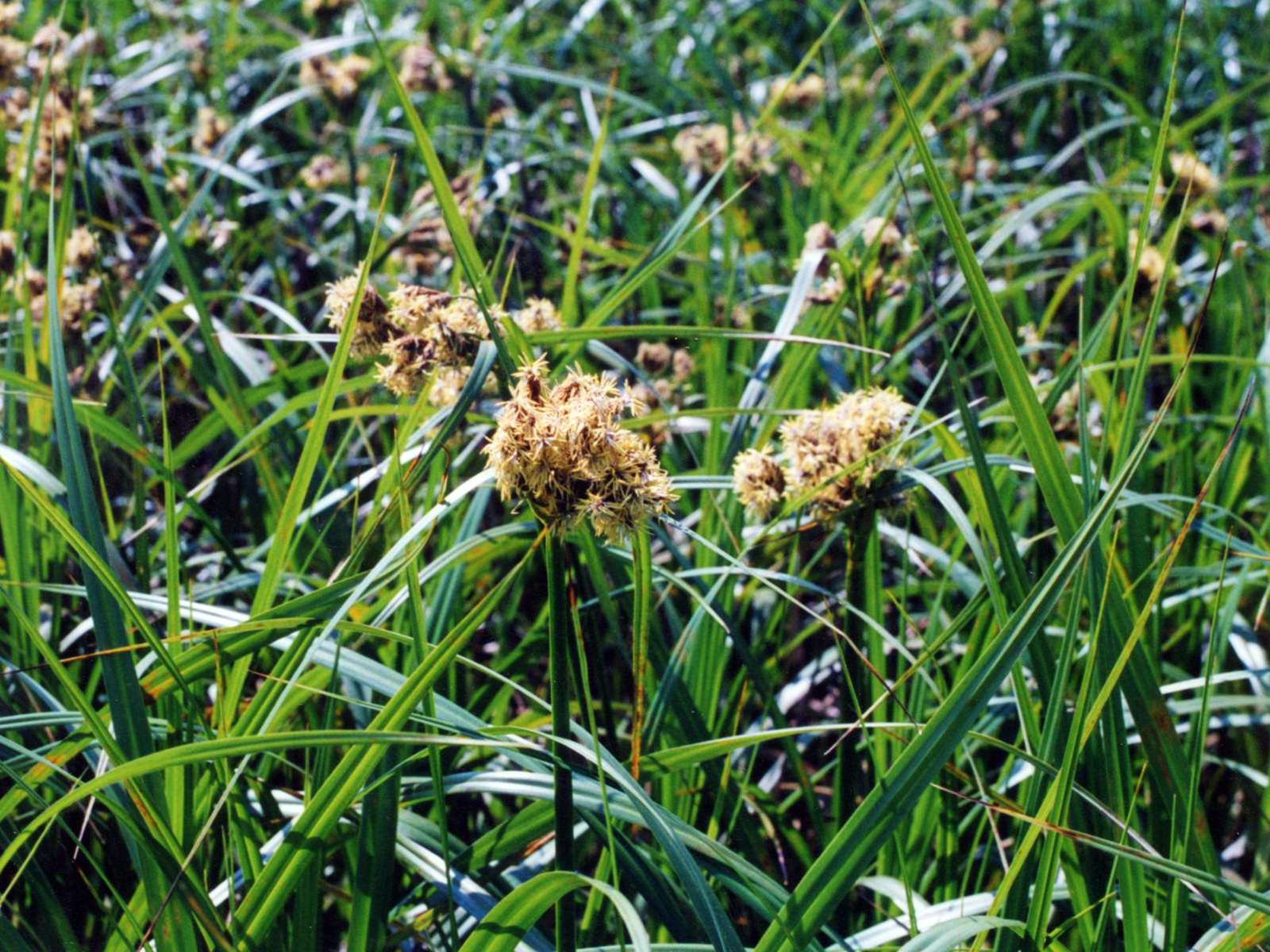
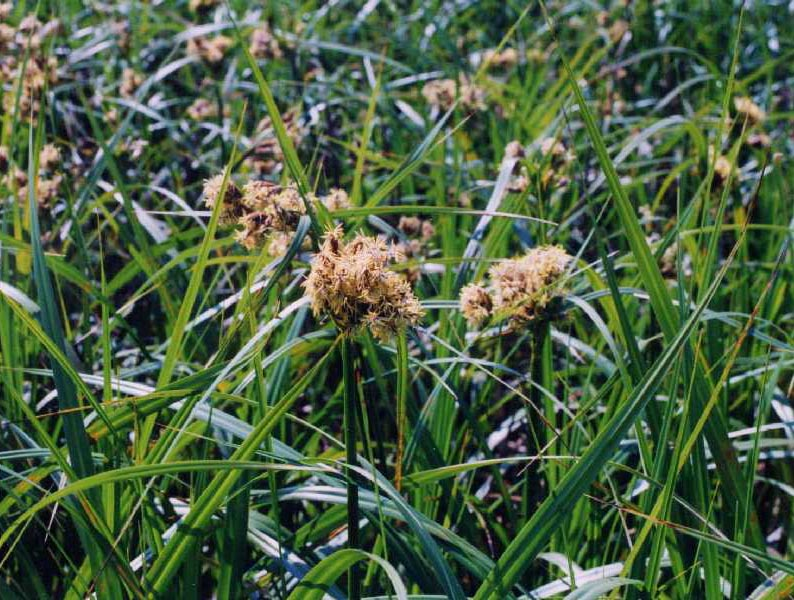